# Diecezja varażdińska
Diecezja varażdińska – łac. Dioecesis Varasdinensis – diecezja Kościoła rzymskokatolickiego w Chorwacji. Należy do metropolii zagrzebskiej. Została erygowana 5 lipca 1997 roku.